# De zijworm
De zijworm is een winkelwoonhuis in het centrum van de plaats Delft, in de Nederlandse provincie Zuid-Holland. Het huis ligt aan de Markt en is een rijksmonument.
Het pand is in 1903 in iets gewijzigde vorm gebouwd naar een ontwerp van architect C.J.L. Kersbergen uit 1899 in neorenaissancestijl. Kersbergen woonde om de hoek aan de Koornmarkt.
In het pand was een brood- en beschuitbakkerij gevestigd, waaraan de sectieltableaus op de zuidgevel herinneren. De hoektoren met hijsluik diende voor de aanvoer en vervolgens opslag op de zolder van bakkerijgrondstoffen als meel.
Het pand staat markant op de hoek Markt/Oude Langendijk/Wijnhaven en maakt onderdeel uit van de aaneengesloten westelijke gevelwand van de Markt en behoort samen met het belendende pand Markt 19 tot een complex winkelwoonhuizen aan de Markt. De achtergevel en zuidgevel staan direct aan het water van de Wijnhaven/Oude Langendijk.
Momenteel is er een vestiging van de "Coffee Company" in het pand gevestigd.

## Architectuur
Het is een onderkelderd pand op rechthoekige plattegrond van twee bouwlagen met een kaplaag. Het kelderniveau van het achterhuis is hoger dan de kelder aan de zijde van de Markt, waardoor de begane grond vloer halverwege het pand verspringt. 

De voorgevel ter breedte van twee vensterassen heeft in de eerste bouwlaag een houten winkelpui met hardstenen plint en op de verdieping rechtgesloten vensters onder latei met schuiframen met gekleurd glas-in-lood bovenlicht. De winkelpui heeft aan weerszijden een hoog opgetrokken pilaster en wordt afgesloten door een kroonlijst met de tekst: 'Het Ghulden Schilt'. Direct onder de lijst een reeks van rondboogvensters met gekleurd glas-in-lood waartussen gesneden stijlen. De topgevel is afgedekt met natuurstenen blokken met in de top een trapvormige afsluiting met toppilaster. In de top een rechtgesloten venster met schuifraam met zesruits bovenlicht, waaronder een sectieltegeltableau met de naam 'De zijworm'.

De achtergevel bevat op kelderniveau een breed venster onder strek met twee stolpramen met zesruits bovenlichten. Op de tweede en derde bouwlaag een breed venster onder latei met een breed raam, geflankeerd door twee smalle ramen, alle met gekleurd glas-in-lood. De gevel wordt links afgesloten met een gootlijst op klossen. Rechts op de zuidwest hoek is er boven de dakvoet een uitgemetselde toren met een venster met luiken in een spaarveld en in het boogveld van de ontlastingsboog een hijsbalk. De toren is aan west- en zuidzijde geleed met lisenen op de hoeken, onderdeel uitmakend van een boogfries en ter hoogte van de vensterdorpels afgesloten met kraagstenen. De asymmetrische zuidgevel ter breedte van vijf vensterassen kraagt boven het kelderniveau uit. De gevel bevat op kelderniveau drie vensters als in de achtergevel met v.l.n.r. gekoppeld, enkel en gekoppeld. In de twee lagen daarboven links drie vensters met schuiframen. In de hoektoren een venster met ontlastingsboog en dubbele draairamen met bovenlicht. Rechts, op de begane grond een enkel venster met schuifraam en rechts daarvan een breed venster met samengesteld kozijn met een groot raam en zijlichten. Op de hoogte van de verdiepingsvloer een sectieltegeltableau met de tekst: "Brood- en beschuitbakkerij". Links wordt de dakvoet doorbroken door een hoog opgetrokken trapgevel, bovenaan afgesloten met twee toppilasters, waartussen een balustrade. In deze topgevel een breed venster met meervoudig kozijn met gekoppelde schuiframen. De noordgevel is belendend aan Markt 19.

## Waardering
Het winkelwoonhuis  is van algemeen belang vanwege de cultuur- en architectuurhistorische waarde:
- als uitdrukking van een functie en vanwege de herinnering aan de Brood- en Beschuitbakkerij;
- als voorbeeld van de , vanwege de plaats die het inneemt in het oeuvre van de architect Kersbergen en vanwege de karakteristieke hoofdvorm, materiaalgebruik, detaillering en de hoge mate van gaafheid daarvan.

Het pand heeft stedenbouwkundige waarde vanwege de beeldbepalende ligging als onderdeel van de westelijke gevelwand aan het centrale marktplein en als aan driezijden vrijstaand pand in het beschermde stadsgezicht van Delft en vanwege de ruimtelijk-functionele en visuele relatie met Markt 21.